# Johann Friedrich Oesterreicher
Johann Friedrich Oesterreicher (né le 19 octobre 1771 à Bamberg, mort le 31 janvier 1835) est évêque d'Eichstätt de 1825 à sa mort. Il fut également évêque auxiliaire de Bamberg et évêque titulaire de Dorylée (de) de 1823 à 1825.

## Biographie
Johann Friedrich est le plus jeune des 11 enfants de Johann Konrad Oesterreicher, conseil du prince-évêque de Bamberg et de son épouse Eva Elisabeth Ott. Il est l'oncle de l'anatomiste Johann Heinrich Oesterreicher (de). À partir de 1786, il étudie la philosophie à Bamberg et obtient un doctorat en philosophie en 1790. La même année, il devient clerc et chanoine de l'église Saint-Gangolf de Bamberg (de). Parallèlement, il étudie la théologie et le droit en tant qu'alumni du séminaire de Bamberg. En 1793, il reçoit également une prébende pour l'église Saint-Martin de Bamberg. Il est ordonné prêtre le 24 septembre 1794.
Il est d'abord prêtre dans les paroisses de Bamberg et des environs, mais après seulement trois ans, en 1797, il devient vicaire de l'administration du diocèse de Bamberg et en même temps conseiller consistorial au tribunal du mariage de Bamberg. En 1798, il devient aumônier de la cour du prince-évêque de Bamberg Joseph von Stubenberg. Même après la sécularisation de 1803, il conserve ses fonctions spirituelles. Pendant la vacance de Bamberg de 1808 à 1818, il est l'un des principaux membres du clergé du diocèse.
En 1821, Oesterreicher devient le premier vicaire capitulaire du chapitre métropolitain de Bamberg rétabli, directeur de l'ordinariat de l'archevêché et président du consistoire. Le 17 novembre 1823, il est nommé évêque auxiliaire à Bamberg, car Joseph von Stubenberg, évêque d'Eichstätt et depuis 1821 archevêque de Bamberg, reste à Eichstätt pour des raisons de santé (il est en fauteuil roulant). En même temps, il est nommé évêque titulaire de Dorylée (de). Il est consacré par l'évêque auxiliaire d'Eichstätt Felix von Stubenberg le 28 décembre 1823 à Eichstätt.
Le 12 mai 1825, à la demande du chapitre de la cathédrale d'Eichstätt, le roi Maximilien de Bavière le nomme 70e évêque d'Eichstätt en tant que successeur de Petrus Pustet, mort subitement au bout de six mois. La confirmation a lieu le 27 juin 1825, l'intronisation le 9 novembre 1825. Au cours des dix années de son épiscopat à Eichstätt, il fait de nombreux déplacements de visites et de confirmations, prêche et confesse souvent, s'adresse à ses prêtres chaque année avec une lettre pastorale diocésaine. En 1826, il consacre l'église du Sacré-Cœur de Velburg (de). Après la mort de l'évêque auxiliaire d'Eichstätt, il prend lui-même la direction du clergé. En 1829, il obtient la réouverture du couvent franciscain de Gnadenthal (de) à Ingolstadt ; ses efforts pour relancer les études théologiques à Eichstätt, cependant, échouent. Le 21 septembre 1834, il consacre la nouvelle église Saint-Ulrich de Buchdorf. Quatre mois plus tard, il meurt et est enterré dans la cathédrale d'Eichstätt.